# Lundby
Lundby – miasto w Danii, w regionie Zelandia, w gminie Vordingborg.